# Halo Hans!
Halo Hans! (czyli nie ze mną te numery!) – polski, 13-odcinkowy serial komediowy, emitowany w każdą sobotę o 22:30 od 1 grudnia 2007 do 23 lutego 2008 w telewizji Polsat. 
Zdjęcia trwały od lutego do maja 2007.
Serial wzoruje się na brytyjskim serialu telewizyjnym ’Allo ’Allo! i polskim Stawka większa niż życie. Z Allo, Allo zaczerpnięto humorystyczne podejście do wojny i hitlerowców, a ze Stawki większej niż życie nazwiska (np. Hans Kloss→Hans Klopss, J-23→J-24, Bruner→Brudner). Serial przedstawia historię agenta AK udającego agenta AL, który musi przeniknąć do GRU, który wyśle go do Abwehry. Większość akcji dzieje się w restauracji Paradis lub w biurze Brudnera, które są położone na terenie bliżej nieokreślonego powiatowego miasta w Generalnym Gubernatorstwie (okupowanej Polsce). Także konkretny czas rozgrywania akcji nie jest określony, choć bohaterowie kilkakrotnie mówią o wydarzeniach historycznych jak bitwa o Stalingrad czy bitwa na łuku kurskim.
Piosenka pt. „Halo Hans” w wykonaniu Tamary Arciuch.

## Obsada
- Grzegorz Wons jako Adolf Kaput, właściciel restauracji „Paradis – Nur für Deutsche”
- Bartłomiej Kasprzykowski jako Janek Kos / hauptmann Hans Klopss / J-24
- Tamara Arciuch jako Piękna Nieznajoma
- Cezary Żak jako pułkownik Jabłuszenko
- Katarzyna Galica jako Hilda Klopss
- Małgorzata Socha jako Jasna, łączniczka AK
- Piotr Pręgowski jako Hermann Brudner
- Artur Barciś jako von Thorgelsund (de facto Mosze)
- Bogdan Kalus jako von Slodovy, ordynans Brudnera
- Dorota Chotecka jako Pimpusza

oraz 
- Artur Pontek – Duży
- Jerzy Gudejko – Stirlitz
- Jacek Kawalec – Radosny
- Aleksander Mikołajczak – generał von Schpeck
- Marek Barbasiewicz – profesor Leopold von Tuppten
- Przemysław Glapiński – listonosz Zenek
- Andrzej Andrzejewski – cwaniaczek
- Piotr Siwkiewicz – „Kmicic”
- Ryszard Jabłoński – „Skrzetuski”
- Sławomir Holland – „Łokietek”
- Witold Bieliński – uczestnik castingu na sobowtóra Hansa Klossa
- Stanisław Pąk – Fredek, uczestnik castingu na sobowtóra Hansa Klossa
- Jarosław Domin – uczestnik castingu na sobowtóra Hansa Klossa
- Paweł Kamiński – uczestnik castingu na sobowtóra Hansa Klossa
- Piotr Kamiński – uczestnik castingu na sobowtóra Hansa Klossa
- Ryszard Chlebuś – uczestnik castingu na sobowtóra Hansa Klossa
- Michał Lesień – leutnant Kurt Hausman
- Mirosław Haniszewski – klaun
- Paweł Ciołkosz – gej
- Mirosław Oczkoś – grubas w klozecie
- Mariusz Ostrowski – „Rączy”
- Sebastian Domagała – listonosz Lutek
- Beata Chruścińska
- Grzegorz Żyła - Trombke

i inni

## Bohaterowie
Hans Klopss (Bartek Kasprzykowski)– agent AK, udający agenta AL, który przeniknął do struktur GRU, który wysłał go do Abwhery. 
Hilda Klopss (Katarzyna Galica) –  wdowa po Hansie Klossie, kochanka Brudnera. Porucznik SS. Lubi sado-maso. Uważa, że najlepiej wygląda w stringach i służbowej czapce. Jeśli przeżyje orgazm, zapomina co się z nią działo przez ostatnie dwie godziny. Bardzo zazdrosna.
Hermann Brudner (Piotr Pręgowski) – major SS, kochanek Hildy, wdowy po Hansie Klossie. Kurdupel. Podejrzewa Hansa Klopssa o związki z sowieckim wywiadem i nie może znieść,
że Klopss jest od niego wyższy prawie o 20 cm.
Pułkownik Jabłuszenko (Cezary Żak) – Rezydent sowieckiego wywiadu w Warszawie, oficer prowadzący wszystkich kolejnych wcieleń Hansa Klossa. Podejrzewa, że jego najnowszy nabytek J-24, czyli Hans Klopss prowadzi potrójną, a może nawet poczwórną grę, dlatego lubi w przebraniu sam wziąć udział w tajnej akcji.
Piękna Nieznajoma (Tamara Arciuch) – w kilku odcinkach serialu pojawiają się m.in.: treserka tygrysów z Moskwy, angielska agentka w przebraniu zakonnicy, morderczyni z Berlina, historyk sztuki z Warszawy, węgierska aktorka – gwiazda filmów von Stroheima, niemiecka piosenkarka, hiszpańska specjalistka od seksu i materiałów wybuchowych. To, co je łączy, to natychmiastowe fatalne zauroczenie Hansem Klopssem oraz fakt, że wszystkie Piękne Nieznajome gra ta sama aktorka.
Mosze/von Thorgelsund (Artur Barciś)  – Przedwojenny charakteryzator teatralny w teatrze jidysz. Szwagier ordynansa Brudnera, von Slodovego. To właśnie Slodovy załatwił mu posadę wartownika w Alei Szucha. Von Thorgelsund zmuszony do przesłuchiwania więźniów korzysta ze swych umiejętności zawodowych i charakteryzuje ich na ciężko pobitych. Po podziemnej Warszawie roznosi się fama o nowej bestii, która bije najmocniej. Z wyroku sądu podziemnego rozpoczyna się polowanie na “Bestię”.
Adolf Kaput (Grzegorz Wons) – właściciel baru „Nur fur Deutsche”. Z powodu swego nazwiska panicznie boi się, że zostanie wylegitymowany przez jednego ze swoich klientów. Przed wojną ten chłopak z warszawskiego Powiśla, robił karierę w warszawskich teatrzykach jako konferansjer, udając że jest Węgrem.
Jasna (Małgorzata Socha) – Marianna, łączniczka AK, pseudonim „Jasna”, piękna barmanka pracująca w barze Kaputa. Kocha się w Hansie Klopssie. Niestety ten zakochuje się bez przerwy w pięknych nieznajomych. Łączniczka Hansa i kelnerka. Charakteryzuje się pięknymi, długimi nogami.
Slodowy (Bogdan Kalus) – Ślązak wcielony siłą do Wermachtu, ordynans Brudnera. Złota rączka. Przerobił limuzynę szefa na najbardziej wydajną bimbrownię w Warszawie. Jego zmarła siostra wyszła za charakteryzatora teatralnego, któremu on teraz pomaga się ukrywać.
Pimpusza (Dorota Chotecka-Pazura) – cyganka. Wróży przyszłość. Wyjątkowo uciążliwa dla Niemców i Kaputa.

## Błędy historyczne i nieścisłości fabularne
- Hermann Brudner nosi czarny mundur Allgemeine SS, co jest błędne, ponieważ jego noszenia poza terytorium Rzeszy zakazano w 1939 i zastąpiono je szarym, służbowym mundurem SS. Może to być jednak spowodowane chęcią jak największego nawiązania do oryginału.

## Tytuły odcinków
1. Szpieg pilnie poszukiwany
2. Marmurowa kochanka
3. Serum prawdy
4. Szwagier
5. Akcja „Modelka”
6. Cyganka prawdę ci powie
7. Polowanie na bestię
8. Grupa Hi Hi Hi
9. Termosjada
10. Operacja wesz
11. Przesyłka z Londynu
12. Polowanie na czarownice
13. Kryptonim Joanna